# Abracadabrella
Abracadabrella Zabka, 1991 è un genere di ragni appartenente alla Famiglia Salticidae.

## Etimologia
Il nome è un'alterazione vezzeggiativa del termine abracadabra

## Distribuzione
Le 3 specie oggi note di questo genere sono diffuse in Australia: 2 sono endemiche del Queensland, una dell'Australia meridionale.

## Tassonomia
A dicembre 2010, si compone di tre specie:
- Abracadabrella birdsville Zabka, 1991 — Queensland
- Abracadabrella elegans (L. Koch, 1879)[3] — Queensland
- Abracadabrella lewiston Zabka, 1991 — Australia meridionale